# Sollières-Sardières
Sollières-Sardières is een voormalige gemeente in het Franse departement Savoie in de regio Auvergne-Rhône-Alpes. De gemeente maakte deel uit van het arrondissement Saint-Jean-de-Maurienne todat deze op 1 januari 2017 opging in de commune nouvelle Val-Cenis.

## Geografie
De oppervlakte van Sollières-Sardières bedraagt 34,2 km², de bevolkingsdichtheid is 4,7 inwoners per km².
De onderstaande kaart toont de ligging van Sollières-Sardières met de belangrijkste infrastructuur en aangrenzende gemeenten.

## Demografie
Onderstaande figuur toont het verloop van het inwonertal.